# 上奧里亞霍維察
上奧里亞霍維察（羅馬化：Gorna Oryahovitsa）是保加利亞北部大特爾諾沃州的小鎮，位於下奧里亞霍維察和大特爾諾沃之間，是保加利亞的重要製糖業中心。上奧里亞霍維察是保加利亞北部的主要鐵路樞紐，鎮內的機場是國內6個國際機場之一，乘坐飛機前往索菲亞只需半小時。

## 外部連結
- Municipality of Gorna Oryahovitsa （页面存档备份，存于） （保加利亚文）
- Regional Tourist Association （保加利亚文）/（英文）
- Road map （保加利亚文）/（英文）
- Rahovets Fortress （页面存档备份，存于） （保加利亚文）/（英文）
- Gorna Oryahovitsa Historical Museum （保加利亚文）/（日語）/（英文）
- History of Gorna Oryahovitsa （保加利亚文）/（德文）/（法文）/（俄文）/（英文）
- Folklore Company Sider Voivoda （页面存档备份，存于） （英文）